# 리스트로사우루스
리스트로사우루스(Lystrosaurus)는 고생대 페름기 후기부터 중생대 트라이아스기 전기 사이에 살았던 대형 초식 단궁류의 한 속이다. 리스트로사우루스는 고대 그리스어로 "삽과 같은 도마뱀"을 뜻한다. 약 2억 5,000만년 전에 아시아, 유럽, 아프리카, 남극 등에 분포했다.

## 특징
몸 길이는 약 90 ~ 120cm에 달하며 크기는 멧돼지 정도이다. 땅딸막한 통 모양의 몸, 짧은 사지, 짧은 꼬리가 특징이다. 현저하게 짧고 가파른 안면, 기다란 입술은 트라이아스기에 서식했던 쌍아류 중에서 두드러지고 특이한 편이다. 눈, 콧구멍은 머리뼈 상부로 이동했고 턱 끝은 낮은 편이다. 그러나 턱 위쪽에는 쌍아류의 특징적인 각질 부리, 큰 송곳니를 구비하고 있다.
형태적인 특징이나 출토된 지층의 상황에서 발견되었던 초기에는 하마처럼 강이나 호수에 사는 반수생 동물로 여겨졌다. 그러나 남아프리카 공화국의 카루 분지(Karoo) 등의 옛 환경을 조사한 결과 건조한 범람원 등에 서식했다는 사실이 입증되었다. 또한 부리와 송곳니가 독특한 형상을 이루고 있는 입술 부분도 식물의 뿌리를 파내거나 굴을 뚫기 위해 진화한 것으로 추정되고 있다. 1988년에 발견된 동굴 화석에서는 디익토동(Diictodon) 등과 마찬가지로 한 쌍으로 보이는 암컷·수컷의 골격 화석이 한꺼번에 발견되었다.
고생대가 끝난 이후에 일어난 페름기 말기의 대량절멸을 극복한 미지의 조상으로부터 진화하는 과정에서 경쟁하던 식물, 음식, 동물이 거의 존재하지 않던 상황, 본격적인 포식자들도 아직 진화하지 않은 상황에 있던 생태계에서 재빨리 틈새(생태적 지위)를 메운 것으로 추정된다. 대량절멸이 종식된 이후에는 각지에 모습을 드러낼 정도로 신속하게 등장했다. 트라이아스 전기의 종식과 함께 멸종될 때까지 수백만년에 걸친 환경에서 적응한 생물이다.

## 종 분류
1930년대부터 1970년대 사이에 23개 종이 분포했던 것으로 추정되었다. 1980년대부터 1990년대 사이에 6개 종(L. curvatus, L. platyceps, L. oviceps, L. maccaigi, L. murrayi, L. declivis)이 분포한 것으로 확인되었다. 2011년에 실시된 연구에서는 4개 종으로 축소되었다. 이 과정에서 L. platyceps, L. oviceps는 L. curvatus로 편입되었다.

### 사진

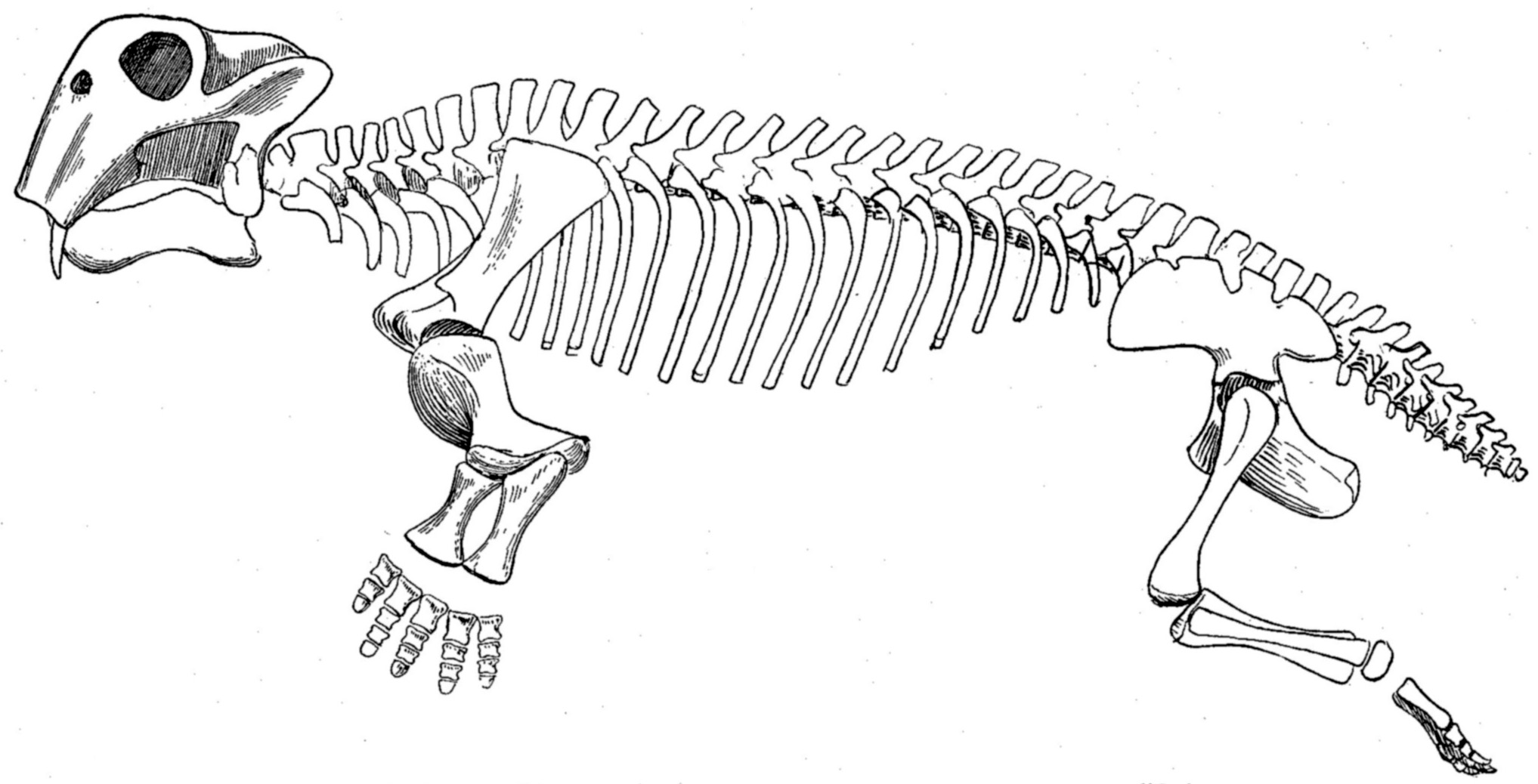
리스트로사우루스의 골격
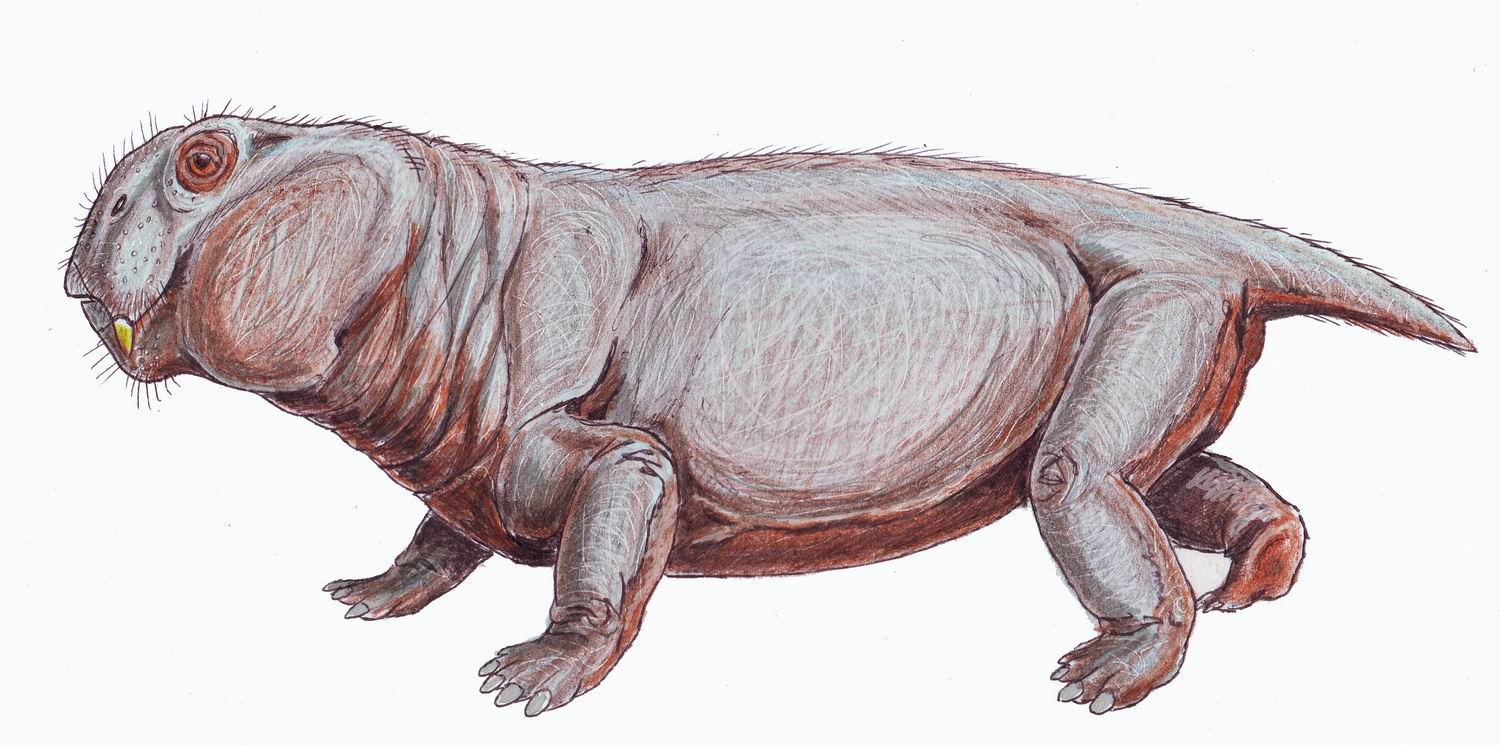
리스트로사우루스 무라이이(Lystrosaurus murrayi)의 상상도
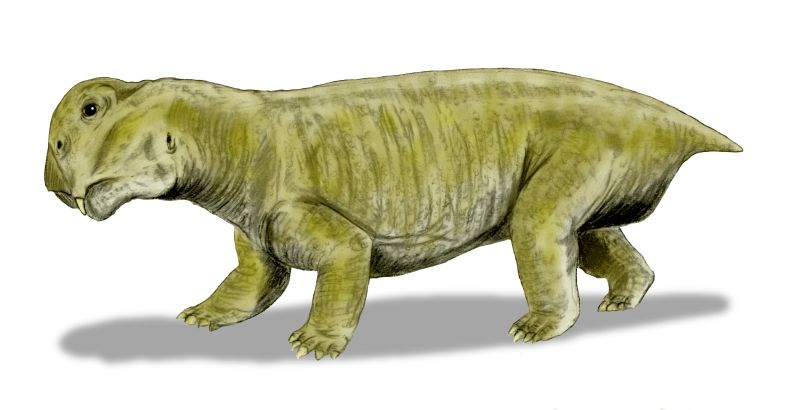
리스트로사우루스 무라이이(Lystrosaurus murrayi)의 상상도
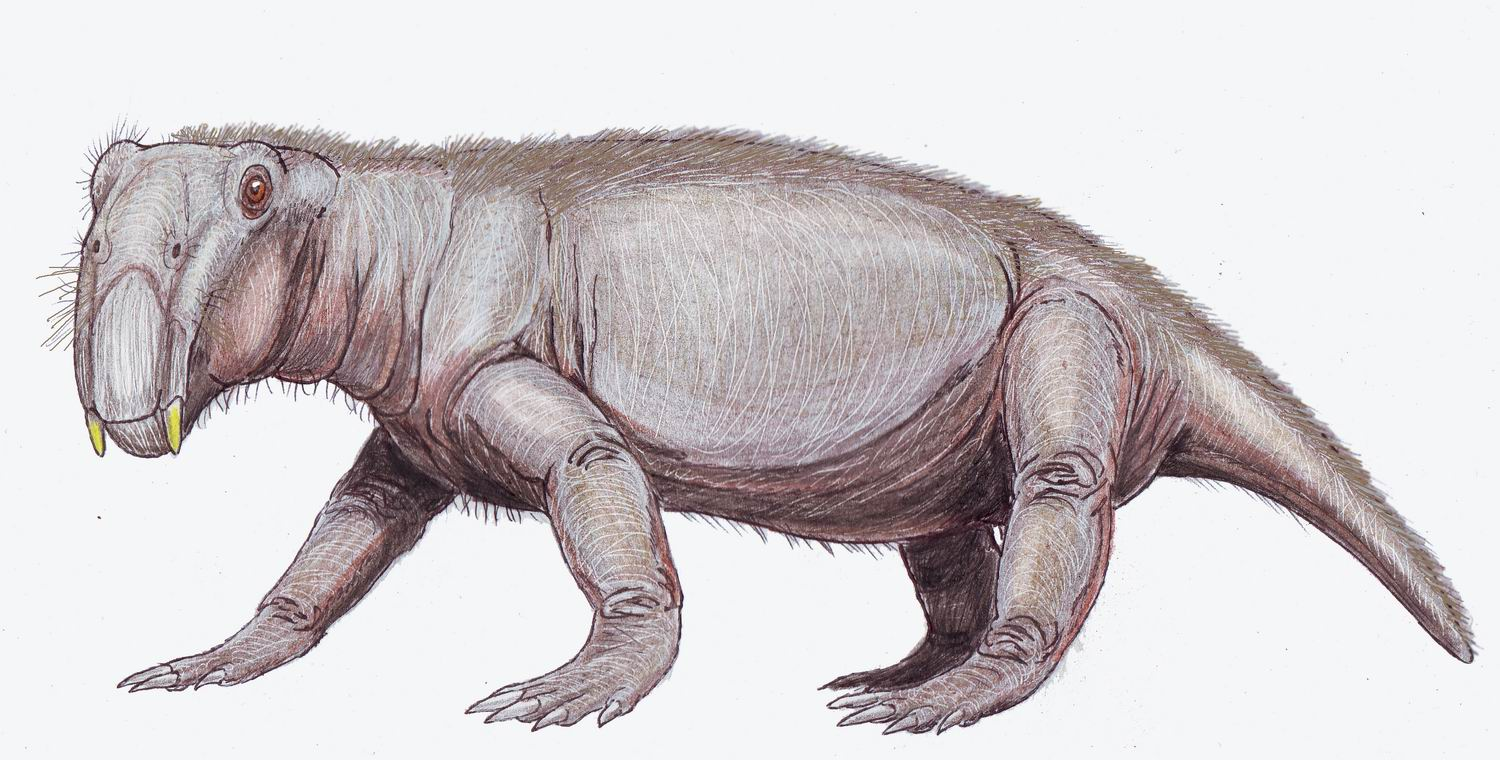
리스트로사우루스 게오르기(Lystrosaurus georgi)의 상상도
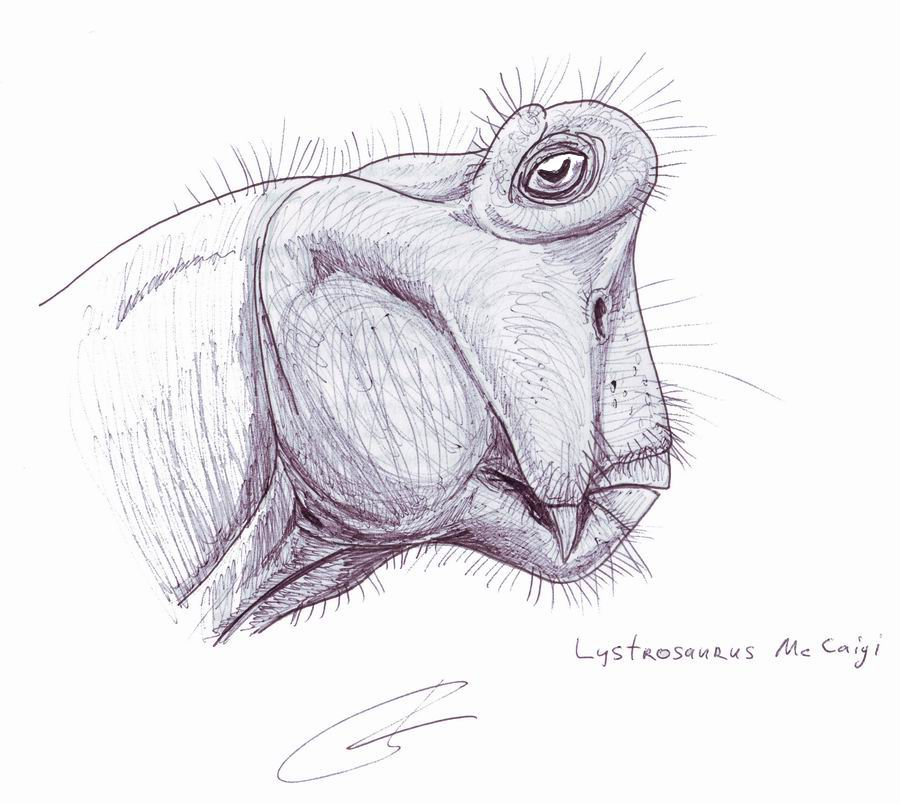
리스트로사우루스 므카이기(Lystrosaurus mccaigi)의 머리 부분 상상도

## 분포

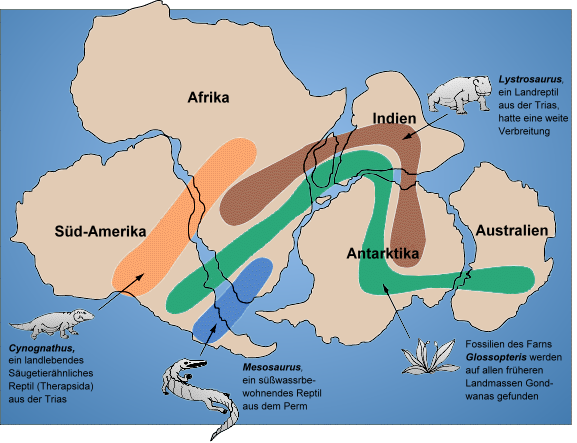
곤드와나 대륙의 화석 분포도

리스트로사우루스의 화석은 남아프리카 공화국, 인도, 남극, 유럽, 러시아, 중국 등지에서 발견되고 있으며 트라이아스기 전기의 표준 화석이자 남극의 시상 화석으로 여겨진다. 바다를 건널 수 없었던 리스트로사우루스의 분포 상황은 대륙 이동설을 입증하는 결정적 사례로 여겨지고 있으며 과거에는 거의 모든 대륙이 하나였던 시절이 있었다는 유력한 증거로 여겨지고 있다. 또한 남극에 온난했던 시절이 있었다는 확실한 증거로 여겨지고 있다.